# Callophylla costata
Callophylla costata är en skalbaggsart som beskrevs av Moser 1916. Callophylla costata ingår i släktet Callophylla och familjen Cetoniidae. Inga underarter finns listade.